# 格斯·霍尔
格斯·霍尔（Gus Hall；1910年10月8日—2000年10月13日），原名阿尔沃·库斯塔·哈尔伯格，是美国共产党的前总书记，曾四度成為总统候选人。他作为工人领袖，霍尔与1937年“小钢厂”的罢工运动有着密切的关联，该罢工运动尝试将国内小型地方钢铁厂联合起来。格斯·霍尔在第二次红色恐惧期间，根据史密斯法案被起诉，并被判入狱8年。在他被释放之后，霍尔领导美国共产党长达40年之久，他一直坚持传统的马克思列宁主义立场。

## 生平

### 早年政治激进主义

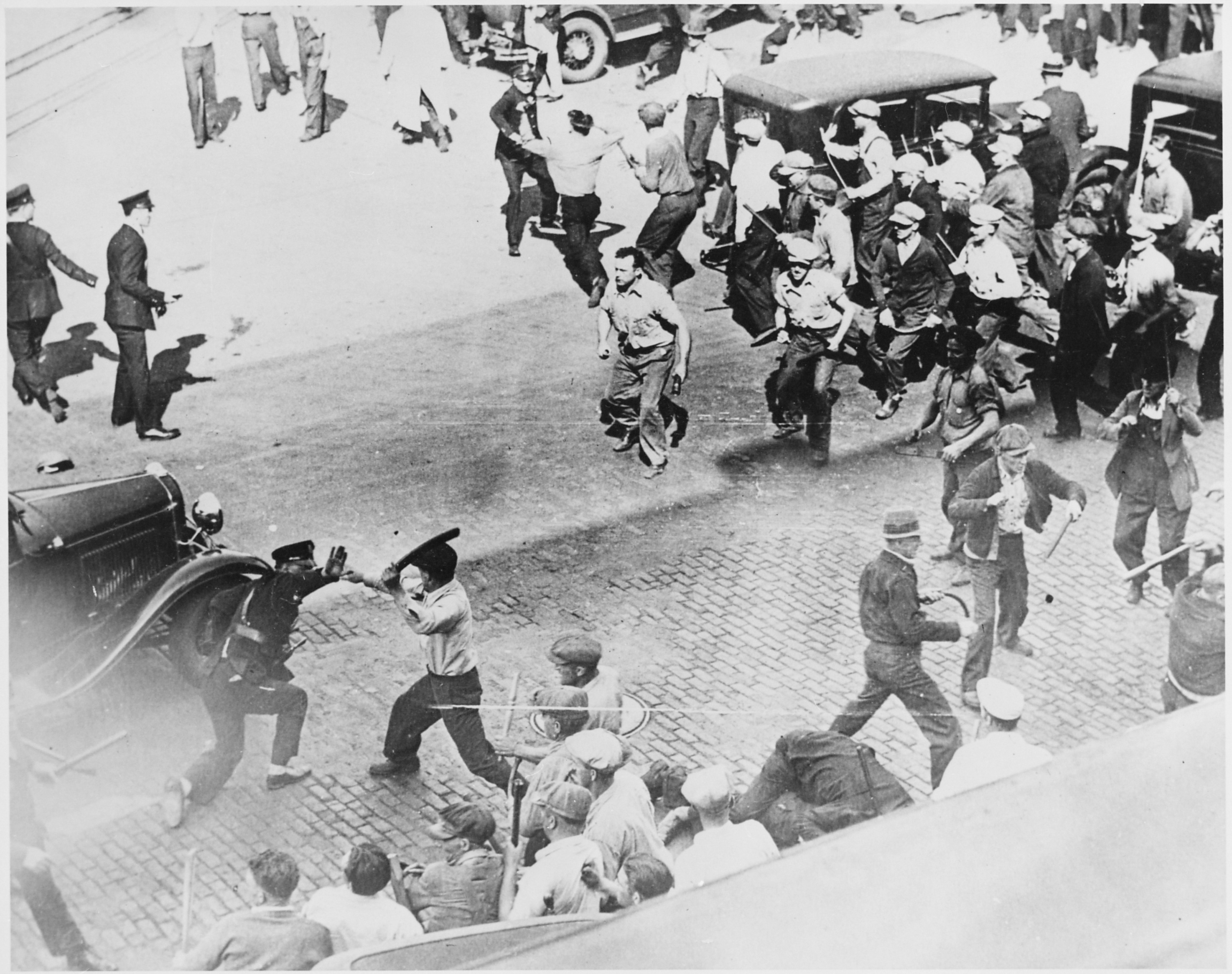
1934年6月，手持钢管罢工的卡车司机与警察在明尼阿波里斯市的街道上爆发正面冲突。

格斯·霍尔于1910年出生于美国明尼苏达州北部的米沙比矿场。原名阿尔沃·库斯塔·哈尔伯格（Arvo Kustaa Halberg）。其父马蒂（Matti）·哈尔伯格与其母苏珊娜（Susanna）·哈尔伯格移民自芬兰拉普阿地区。格斯霍尔的父母在政治上非常激进，曾参加国际产业工人协会，并且在1919年成为美国共产党的早期成员。米沙比矿场当时是那些政治激进、积极于劳工运动的芬兰移民的重要聚居地。霍尔的母语是芬兰语，他一生中都是用芬兰语与兄弟姐妹交谈。 不过霍尔不会用芬兰语表达政治名词，所以他和到访的芬兰共产党人会面时，大多用英语交谈。
霍尔在一个信仰共产主义的家庭中长大，很小就开始涉足政治。根据霍尔的回忆，在当年他的父亲因为参加国际产业工人协会罢工而被禁止在采矿场中工作之后，整个哈尔伯格一家只能住到一个自己造的小木屋中，霍尔就是在饥饿中长大的。
15岁时，为了扶養10个孩子的贫穷家庭，霍尔辍学去当了伐木工，之后又陆续当了矿工、铁路工人。 两年后，他在1927年，被父亲招入美国共产党。霍尔成为了中西部青年共产主义联盟的组织者。1931年，共产主义联盟中的学徒身份使他有机会到苏联莫斯科去参加为期两年的马恩列学院学习。

### 搬至明尼阿波利斯
霍尔在苏联求学结束后，搬到明尼阿波利斯居住并在那里继续青年共产主义联盟的活动。他先后参加了饥荒游行，代表农场主的示威游行，以及大萧条时期的各类其他游行。1934年，霍尔被判6个月的有期徒刑。罪名是参加了当时的卡车司机大罢工。在服刑后，霍尔被政府列入黑名单。因而他不能再以原名受雇于人。所以他将名字更为格斯·霍尔，取自库斯塔（Kustaa相当于格斯塔Gustav）·哈尔伯格（Halberg中取Hal部分）。这一更名在1935年受法庭认证。

### 在俄亥俄的政治激进时期
1934年下半年，霍尔来到俄亥俄州马霍宁山谷。响应美国当时要整顿钢铁产业的号召，霍尔以及少数其他工人被俄亥俄州杨斯敦铁矿雇用。1935年至1936年期间，他参与产业工会联合会并且成为了产业工会联合会建立的钢铁工人组织委员会（SWOC）的创始者。霍尔称，当时曾有其他人说服产业工会联合会创建者之一约翰·刘易斯，认为钢铁工人有组织联合起来的可能性。

### 婚姻与家庭生活
霍尔在扬斯敦遇到伊丽莎白·玛丽·特纳（1909年–2003年），后者有匈牙利血统。二人最终于1935年结婚，直到伊丽莎白去世為止，这段婚姻持续了65年。伊丽莎白是一名具有领导力的人，也是最早的女钢铁工人之一，并且擔任钢铁工人组织委员会的秘书。 他们有两个孩子－巴巴拉（生于1938年）和阿尔沃（生于1947年）。

### “小钢厂”罢工与参军经历
格斯霍尔领导了1937年的“小钢厂”罢工。“小钢厂”罢工（the “Little Steel” Strike）是因其针对当时与钢铁工业巨头美国钢铁公司相对而言的小规模钢铁公司（如Republic钢铁、伯利恒钢铁、Youngstown Sheet and Tube 公司）而得名。与美国钢铁公司之前同意签署SWOC的合同不同，这些“小钢厂”拒绝同意SWOC的要求，从而引起了罢工。 然而罢工极其不成功，最终还以Republic 钢铁芝加哥分厂、杨斯敦分厂工人死亡事故惨淡收场。 霍尔被以“为杨斯敦分厂运输炸药原料”的嫌疑遭到拘捕。他供认一项轻罪并且受罚500美元。SWOC，钢铁工人组织委员会后在1942年变更为美国钢铁工人联合会（USWA）。飞利浦·穆雷是联合会创建初期的主席，他曾评价霍尔对杨斯敦等处领导的罢工是有效的草根组织的典范。
在1937年的罢工结束后，霍尔开始转而专注于党内活动，并在1937年成为了美共在杨斯敦的领导。 他在党内负的责任迅速增加，后来在1939年他成为了克里弗兰的美共领袖。 霍尔依靠于美国共产党的选票先后参选杨斯敦市政委员以及俄亥俄州长，但得到的支持寥寥。1940年，霍尔被控告在竞选中犯有欺诈和伪造行为，被关押了90天。
第二次世界大战爆发后，霍尔志愿参加美国海军。他在关岛担任海军机械军士长。在欧洲战场开战初期，美国共产党基于苏联和德国签署苏德互不侵犯条约保持合作的情况考虑，认为美国不应参与欧洲战局。但是当希特勒在1941年6月入侵苏联撕毁条约之后，美共开始转变官方立场，支持参战。在霍尔海军服役期间，霍尔虽无法出席美共会议，仍被选为美共国家委员会委员。1946年3月6日，霍尔光荣从海军退役。
霍尔被视为忠诚于苏共做法的一派，他本人在党内的影响于战后上升。1946年他被选入美共全国执行委员会受时任总书记的尤金·丹尼斯领导。丹尼斯为苏共派的马列主义者，接替刚刚被逐出党外的厄尔·白劳德担任当时的总书记一职。

### “红色恐惧”期间受到起诉
作为后战争时代美国共产党的主要领导人，格斯·霍尔受到美国政府官员的关注。1948年7月22日，霍尔因史密斯法案（The Smith Act）中“阴谋教唆并鼓动用暴力和颠覆美国政府”条款遭到起诉，虽然起诉的实质是因为他对马克思主义的思想的拥护。他最初被判决服刑五年。在他被保释后，霍尔升任为美国共产党组织的秘书长。当美国最高法院坚持史密斯法案（1952年6月4日）时，霍尔和另外三人从保释中逃走并且转入地下。霍尔试图逃往莫斯科，却在1951年10月8日在墨西哥城被捕。他又被判处三年以上服刑，并最终在美国莱文沃思监狱服刑五年半。在监狱里他帮忙分发传单并且搬运重物。之后，美国最高法院宣称史密斯法案违宪，并为此法案下的一些起诉平反。
20世纪60年代早期，霍尔面临着遭到1950年国内安全法的起诉，但最高法院认为此法案部分违宪并废止指控。此条款要求“共产主义活动”组织在美国政府处登记。它排除共产党员申请美国护照或取得政府工作机会。因为此条法案，霍尔的驾驶证被纽约州政府吊销。

### 成为美国共产党组织首脑
当他再次被释放后，霍尔继续着他的工作。他开始周游美国，表面上是度假但实质上却在积聚力量以取代现任秘书长丹尼斯。  他批评丹尼斯不敢像1951年要求的那样转入地下的怯懦， 并声称丹尼斯为满足个人的需要挪用了为地下活动保存的经费。虽然霍尔曾在丹尼斯入狱期间作为临时秘书长简单主持过工作，但霍尔成为下一任秘书长的决定普遍使美国共产主义圈内人物感到意外（与当时的竞选规律不符，本来Henry Winston和Gil Green才是热门候选人）。1959年，他被选举为美国共产党的秘书长并于同年获得苏联的最高荣誉“列宁勋章”。

### 美国共产党组织秘书长

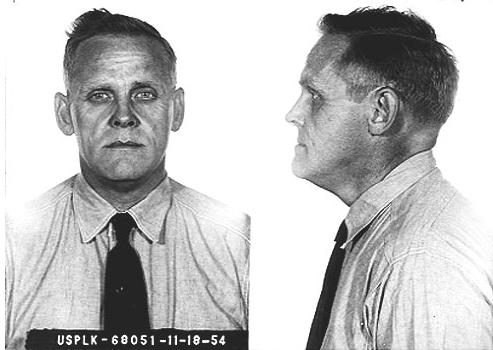
1954年，霍尔因“阴谋教唆并支持使用暴力颠覆美国政府”罪行，在莱文沃思，堪萨斯州入狱服刑时的照片

麦卡锡主义的冷战时代给当时的美国共产党带来沉重的打击。而加上1956年苏联入侵了匈牙利，不少成员对共产党失去幻想并因此退出。他们为赫鲁晓夫抛弃斯大林主义而感到震动。当时美国兴起的新左翼主义和1968年苏联入侵捷克斯洛伐克让左翼分子和美国共产党之间产生了巨大的仇恨。1968年霍尔批评反战主义者们都是一些冒险主义者。
霍尔和当时的一些党内领导者一起开始重建党组织。他领导了争取党的合法性的斗争，并且在俄勒冈州，华盛顿州和加利福尼亚州给好几万人做了演讲。霍尔提到了“扩大人民的政治运动”并希望将共产党与激进的校园团体，反越战运动，民权组织和工会运动组织建立联盟，目的是在年轻的“婴儿潮”一代中重建美国共产党。最终，霍尔未能和新左派保持持续的联盟关系。
霍尔定期在高校和脱口秀节目上以一个社会主义的拥护者的身份亮相。他坚持美国的共产主义应该建立在美国传统的人权法案之上。他经常表示美国人不会接受没有人权法案的宪法，同样的也不会接受没有人权法案的社会主义。他显示出了对美国人民民主传统的极大信任。他在还是一个高产的作家，在《政治生活》杂志（Political Affairs）上发表了大量的文章和手册。
在20世纪60年代到70年代，霍尔也一直以支持苏联共产党的地位和勃列日涅夫的政权的形象在苏联电视上频频出现。 霍尔根据苏联共产党的党章来指导美国共产党，拒绝一切类似欧式共产主义的自由化努力。 他也解散了一个批评苏联党章中“和平共处”和呼吁世界革命内容的激进革新运动组织在苏中决裂后，毛泽东思想也被他类似地抛弃了，所有毛的支持者都被驱逐出党。霍尔被认为是苏联在苏联控制区外的最坚定的支持者之一。1959年之后，霍尔每年都会在莫斯科度过了一段时间。他成为前苏联最知名的美国政治家。霍尔维护苏联对捷克斯洛伐克和阿富汗的入侵，支持斯大林的“一国社会主义”的主张。在1978年苏联支持越南侵略柬埔寨之前，霍尔一直支持波尔布特的倾苏政权。20世纪80年代前期，霍尔和美国共产党组织批评波兰的“团结工会”运动。1992年，莫斯科日报《消息报》宣称美国共产党在苏联中获得四千万美元的报酬。这和霍尔长期坚持的经济独立观点相违背。

### 竞选总统
在1964年美国总统大选中，霍尔的政党为了阻止保守派候选人巴里·戈德华特胜出，便支持戈德华特的竞争对手，民主党候选人林顿·约翰逊。在1972年的总统选举中，美国共产党不再支持民主党，转而提名霍尔为党内候选人。霍尔分别于1972年、1976年、1980以及1984参加总统大选；其中，后两次是与安杰拉·戴维斯一起参选的。在四次选举中，霍尔在1976年获得了最多的票数。（其原因主要在于，水门事件导致很多人开始反对少数党。）但即便如此，在所有候选人当中，霍尔票数的排名仅为第八位。 由于竞选宣传的过程遇到了种种困难，诸如开销巨大、难以一一满足各州不同的竞选法规、无法让媒体全面报道等，美国共产党最终决定不再参与提名总统候选人。尽管退出总统竞选，美国共产党并没有就此再次支持民主党。
在80年代后期，当苏联以及东欧盛行自由化与民主化时，霍尔仍旧坚持他的马克思列宁主义立场。谈及斯大林的时候，他承认即便是社会主义国家的领袖有时也会犯错；但他同时认为苏联历史学家过分夸大了斯大林的罪行。他宣称，自己不是因为斯大林而加入共产党的，也不会因为斯大林而退出共产党。
20世纪80年代对于霍尔以及美国共产党来说，都是一个政治上很困难的时期。霍尔信任的心腹之一美国共产党副书记莫里斯·蔡尔兹在1980年被揭露为长期以来为美国联邦调查局提供情报的密告。尽管蔡尔兹被列入美国联邦证人保护计划，并且于1987年被授予总统自由勋章，霍尔仍旧否认蔡尔兹是间谍。此外，霍尔的非裔副手亨利·温斯顿在1986年过世。这使得党内的黑人质疑共产党领导层为白人专属。
1991年苏联解体之后，美国共产党又面临了一个新的危机。在同年的一次记者招待会上，霍尔警告说俄罗斯充斥着政治迫害以及麦卡锡主义(美国参议员麦卡锡的反共和迫害进步人士的反动主张)，并将俄罗斯比作北朝鲜。当时党内强硬派认为戈尔巴乔夫和叶利钦摧毁了社会主义，霍尔领导了党内的一个派系，共同反对改革与开放。霍尔支持越南和古巴，但却批评中国未能抵抗西方。在1991年后期，部分想要改革的党员创建了民主与社会主义通讯委员会（the Committees of Correspondence for Democracy and Socialism，该委员会借用美国革命时成立的“通讯委员会”而得名），反对霍尔对政党的领导方向。在反对无果之后，他们纷纷离开美国共产党。霍尔则将他们彻底从党内除名。这些人中包括像安吉拉·戴维斯和夏琳·米切尔这样的领袖人物。

### 晚年
在他生命的最后几年里，霍尔与他的妻子伊丽莎白一起居住在纽约州扬克斯市。除了关心政坛之外，他还培养了艺术收藏、有机园艺以及绘画等爱好。2000年，在他过世前不久，霍尔辞去了党的主席这一职务，转而作为名誉主席，由萨姆·韦布继任主席一职。
格斯·霍尔于2000年10月31日由于糖尿病并发症在曼哈顿勒诺克斯山医院（Lenox Hill）过世，随后安葬于芝加哥市附近的弗瑞斯特（Forest Home）墓地。

## 社会主义信仰
在马克思主义信仰上，霍尔是个绝对的“原教旨主义者”。他坚信社会主义是人类发展必由之路和资本主义终将被摧毁，认为“社会主义仍然是解决资本主义各种弊端的唯一现实和根本的方法。” 

### 对社会主义的认识

#### 社会主义社会的目标
格斯·霍尔于1996年发表了《社会主义美国》以及在美国《政治事务》（简称事务）（1999年7月）发表了《美国共产党的社会主义权利法案》（简称法案）。这两篇均系统而全面地阐述了美共对社会主义的理解及社会主义的目标，指出资本主义制度只为自己的目的服务，而不满足大多数人民的需求；而社会主义是资本主义制度的最好替代者。 
社会主义的目标如下：

a. 消灭剥削、不安全和贫穷；结束失业、饥饿和无家可归等现象。 

b. 消灭种族主义、民族压迫、反犹太主义，以及所有存在歧视、固执偏见的行为，改变妇女的不平等状况。 

c. 对民主进行更新和扩展；结束私人拥有国家财富的状况和“公司美国”的统治；创造一个真正人道、理性、计划的社会，最大限度地发挥人类的个性创造力和才能。

#### 社会主义社会的本质特征
霍尔在《事务》发表的《法案》一文对美国社会主义的本质特征进行了阐述，主要包括公有制、计划经济、按劳分配、人民掌握国家权力、人民的民主权力以及其他各项权力的获得和扩展等。

#### 社会主义美国的优越性
霍尔在《社会主义美国》一书中认为，社会主义美国具有其他国家所不可比拟的优势。

### 如何实现社会主义
霍尔在《The Communist Party, USA: New Politics for the New Year》中阐述了自己在社会主义实践中，在总结世界社会主义运动的经验教训基础上，得出了以下认识：
1. 通往社会主义的道路因国而异，因为每个国家具有自己独特的历史传统文化，每个国家的阶级斗争也各有特点。[36]
2. 美国社会主义可能通过和平的方式实现，他认为美国可能通过选举走上社会主义道路。[36]
3. 美国共产党立足于依靠群众优势，力图实现和平过渡到社会主义，但不排除工人阶级在实施社会主义变革时使用革命的手段反抗资产阶级暴力镇压的必要。

霍尔同时认为改良和革命是实现社会主义的两种手段，把两种形式结合起来会使争取社会主义的斗争更加有力。

## 政治态度及主张

### 对于苏联
格斯·霍尔一直坚信苏联实行的国家社会主义。
在苏联镇压1956年匈牙利十月革命和1968年布拉格之春之后，在其他共产党都一直批评苏联体制之时，霍尔仍坚信苏联体制，并支持莫斯科方面的镇压。
霍尔还曾公开谴责苏联斯大林主义的衰退和最终在戈尔巴乔夫和叶利钦手上的彻底丧失，认为是戈尔巴乔夫的改革真正意义上摧毁了苏联的社会主义基础 
在东欧演变，苏联解体等对国际共产主义运动的重大打击后，霍尔宣称：“当前的事件是消极的，历史终会作出回答。”并坚定的预言：“一旦尝试资本主义失败，苏联人民会立即重新建设社会主义。随着时间的推移，国际社会主义运动一定会复兴。”

### 对于其他国家
苏联解体后，霍尔对于众多批评言论的回应是宣扬朝鲜体制，还将其称为国际工人阶级的模范 ，他声称：“世界应该看看朝鲜的成就，从某些方面来说那是个奇迹。”同时，他赞赏越南及古巴坚持追随马克思主义，批评中国对西方的迎合。事实上，被西方谴责的任何一个国家，霍尔都认为有其可取之处。

### 对于美国国内
霍尔在1960年代，为跟上青年政治抗议的浪潮，设想出“广泛群众政治运动”，积极支持民权运动，并与众多组织派别进行结盟，包括当时激进的学生非暴力协调委员会及黑豹党。

#### 对于新左派
霍尔也曾寻求与60年代崛起的美国新左派结盟。新左派与美国共产党存在着诸多共同点：双方都呼吁立即结束越战；都同情菲德尔·卡斯特罗在古巴的统治；都谴责美国在拉丁美洲的外交政策；都反对核武器装备竞赛。与此同时，霍尔与新左派有明显的分歧，他不同意撤销对民主党的支持，并且认为黑人民权运动的口号存在着制造分裂的倾向。霍尔对于苏联的信任与个人的保守最终还是导致了美共与新左派合作的破灭。

#### 对于工会
对工会体制的支持是霍尔任美共领导人期间的一大特征。霍尔关于美国工人运动的演讲与文章表现出了明显的机会主义。他经常性的请求美国劳工联合会-产业工会联合会放松其反苏的政策，却决口不提联合会腐败，破坏罢工和反移民沙文主义的问题。这些都是为了寻求恢复美国共产党冷战前在工会体制中的重要地位。

#### 对于民主党
与霍尔的国家社会主义信仰同样坚定的是他对美国民主党的支持。除1948年外，美国共产党在大选中支持了民主党从罗斯福到戈尔的所有候选人。

### 对于美共党内
从1959直至他在90岁逝世，霍尔一直担任着美共总书记，还一直拒绝选定接班人。这也令他一直饱受非议。他对于美共军事化的领导至今仍然影响着党内的气氛。

## 评价
在霍尔漫长的政治生涯中，作为美国共产党的总书记，他饱受美国政界的批判。
霍尔的亲苏立场使得他与众多托派团体、个人（主张用革命的方式将社会主义引向世界各地）间存在矛盾。由于史密斯法案（该法案于1940年通过，规定：凡密谋要宣传暴力革命思想的人均犯有颠覆罪），社会主义工人党于1949年在明尼苏达州受到起诉。当时霍尔对政府的行为表示支持；尽管日后他承认，那是一个错误的决定。人们指责霍尔持有阶级斗争的观点，并且说他未能理解战后国家的社会经济变化。在90年代早期，不少党内人士表示不满，纷纷提出党内需要更多的公开与民主化。
苏联官员曾批评霍尔对美国共产党领导不当。 年轻的美国共产党人被警告要远离霍尔以及美国共产党。因为人们普遍认为共产党不具备革新的能力； 政党被美国联邦调查局监控、渗透，毫无前景可言。而很多保守党人则将霍尔看做是对美国的威胁。第一任美国联邦调查局局长约翰·埃德加·胡佛曾经形容霍尔是“一个强有力的、有欺骗性的美国主义者”。此外，当时有讹传认为一句很具有煽动力的反基督言论出自于霍尔，导致许多基督团体对霍尔充满敌意，其中包括杰里·法威尔创立的“道德大多数”组织（该组织从1970年代起就将“反对堕胎，家庭敌意，道德有限，美国第一”等价值推入政治日程表）。

## 获奖
- 列宁勋章（1977年）
- 各族人民友谊勋章（1975年10月7日，1980年11月6日）
- 友谊勋章（捷克斯洛伐克社会主义共和国，1980年10月6日）[46]

## 作品
- Peace can be won!, report to the 15th Convention, Communist Party, U.S.A., New York: New Century Publishers, 1951.
- Our sights to the future: keynote report and concluding remarks at the 17th National Convention of the Communist Party, U.S.A., New York: New Century Publishers, 1960.
- Which way U.S.A. 1964? The communist view., New York: New Century Publishers, 1964.
- On course: the revolutionary process; report to the 19th National Convention of the Communist Party, U.S.A. by its general secretary., New York: New Outlook Publishers and Distributors, 1969.
- Ecology: can we survive under capitalism?, International Publishers, New York 1972.
- Imperialism today; an evaluation of major issues and events of our time., New York, International Publishers, 1972 ISBN 0-7178-0303-1
- The energy rip-off: cause & cure., International Publishers, New York 1974, ISBN 0-7178-0421-6.
- The crisis of U.S. capitalism and the fight-back : report to the 21st convention of the Communist Party, U.S.A., New York: International Publishers, 1975.
- Labor up-front in the people's fight against the crisis : report to the 22nd convention of the Communist Party, USA., New York: International Publishers, 1979.
- For peace, jobs, equality : prevent "The Day after," defeat Reaganism : report to the 23rd Convention of the Communist Party, U.S.A., New York, NY : New Outlook Publishers and Distributors, 1983. ISBN 0-87898-156-X
- Karl Marx: beacon for our times, International Publishers, New York 1983, ISBN 0-7178-0607-3.
- Fighting racism: selected writings, International Publishers, New York 1985, ISBN 0-7178-0634-0.
- Working class USA: the power and the movement, International Publishers, New York 1987, ISBN 0-7178-0660-X.

## 脚注
1. 1 2  McHugh, Roy. . The Pittsburgh Press. 1978-05-05.
2. 1 2 3 4 5 6 7 8 9 10 11 12 13 14  Kostiainen, Auvo. . The National Biography of Finland. 2010-04-27. （原始内容存档于2008-03-11）.
3. ↑  Matthews, Karen. . Associated Press. 2000-10-17  [2007-10-25]. （原始内容存档于2012-08-14）. Gus Hall, the American Communist Party boss who steadfastly stuck to his beliefs through years in prison and the collapse of communist regimes around the world, has died. He was 90. Mr. Hall died Friday at Lenox Hill Hospital in Manhattan of complications relating to diabetes, Scott Marshall, a Communist Party official, said yesterday.
4. 1 2 3 4 5 6 7 8 9 10 11 12 13 14  Barkan, Elliot Robert. . ABC-CLIO. 2001: 147. ISBN 1-57607-098-0.
5. ↑  Neil Betten. . International Migration Review. 1970.
6. 1 2  . Herald Tribune. 2000-10-17: 8A.
7. 1 2 3 4 5  .   [2012-04-20]. （原始内容存档于2012-09-25）.
8. 1 2 3 4 5 6 7  . CNN.com.   [2007-10-25]. （原始内容存档于2008-05-28）.
9. 1 2 3  （页面存档备份，存于） Gus Halls in the American National Biography
10. 1 2 3 4  .   [2012-04-20]. （原始内容存档于2016-05-05）.
11. 1 2 3  Shellock, Marie. . The Metro Monthly. June 2007: 8.
12. 1 2 3 4 5 6 7 8 9 10 11 12 13  Tanenhaus, Sam. . New York Times. October 17, 2000  [2008-07-04]. （原始内容存档于2008-02-26）. Gus Hall, the zealous lifelong Communist who led the American branch of the party from the cold war through political oblivion in the post-Soviet era, died on Friday at Lenox Hill Hospital in Manhattan. He was 90 and lived in Yonkers.
13. 1 2 3  Riley, Michael. . Time. Sep 9, 1991.
14. 1 2 3 4  Maurice Isserman, Dorothy Ray Healey. . University of Illinois Press. 1993: 172–174. ISBN 0-252-06278-7.
15. ↑  Hans A. Linde. . California Law Review. 1966.
16. 1 2 3 4  Klehr, Harvey. . Transaction Publishers. 1988: 23–25. ISBN 0-88738-875-2.
17. ↑  Gus Hall Obituary in Независимая газета （页面存档备份，存于）（俄文）
18. ↑  . DER SPIEGEL. 1980-09-29.（德文）
19. ↑  Obituary at Kalaschnikow.net 的存檔，存档日期2008-11-17.（德文）
20. ↑  Obituary at Newsru.com （页面存档备份，存于）（俄文）
21. 1 2  1976 Presidential General Election Results （页面存档备份，存于） Accessed April 27, 2010
22. ↑  Uwe Schmitt. . Welt. 2004-04-29  [2012-04-21]. （原始内容存档于2011-06-12）.
23. ↑  1972 Presidential General Election Results （页面存档备份，存于） Accessed April 27, 2010
24. ↑  1980 Presidential General Election Results （页面存档备份，存于） Accessed April 27, 2010
25. ↑  1984 Presidential General Election Results （页面存档备份，存于） Accessed April 27, 2010
26. ↑  Barron, John. . Regnery Publishing. 1997: 4. ISBN 0-89526-429-3.
27. ↑  . DER SPIEGEL. 2000-10-23.（德文）
28. ↑  . The Economist. 2000-10-26  [2012-04-21]. （原始内容存档于2017-11-08）.
29. ↑  . Die Zeit. 1992-01-03  [2012-04-21]. （原始内容存档于2011-06-07）.
30. ↑  Manfred Sohn. . Unsere Zeit. 2000-05-19  [2012-04-21]. （原始内容存档于2017-11-08）.（德文）
31. ↑  .   [2012-04-21]. （原始内容存档于2019-09-03）.
32. 1 2 3  .   [2022-01-01]. （原始内容存档于2017-11-08）.
33. 1 2 3 4 5  丁, 淑杰. . 中国社会科学院出版社. 2010: 109. ISBN 750045659X.
34. ↑  黄宏志. . 国外理论动态. 2000.
35. ↑  Socialism USA[永久]
36. 1 2  .   [2022-01-01]. （原始内容存档于2009-06-18）.
37. ↑  The Guardian Gus Hall
38. 1 2  .   [2012-04-21]. （原始内容存档于2012-03-24）.
39. 1 2 3 4 5  .   [2012-05-06]. （原始内容存档于2011-02-17）.
40. ↑  为中华之崛起——纪念中国共产党成立80周年，人物春秋，霍尔 的存檔，存档日期2005-01-08.
41. 1 2 3 4  .   [2015-12-16]. （原始内容存档于2020-03-02）.
42. ↑  Horne, Gerald. . University of Delaware Press. 1993: 213. ISBN 0-87413-472-2.
43. 1 2 3  Kalugin, Oleg. . St. Martin’s Press. 1994: 56. ISBN 0-312-11426-5.
44. ↑  . 亚洲周刊. （原始内容存档于2013-06-20）.
45. ↑  John H. George, Paul F. Boller. . Oxford University Press. 1989: 44. ISBN 0-19-505541-1.
46. ↑   (PDF).   [2019-06-21]. （原始内容 (PDF)存档于2018-01-08） （捷克语）.（1980年10月6日，第13号）

- Hamilton, Fiona. . The Times (London). October 18, 2000  [2009-10-24].[]

| 官衔               | 官衔                       | 官衔                         |
| ------------------ | -------------------------- | ---------------------------- |
| 前任： 尤金·丹尼斯 | 美国共产党总书记 1959–2000 | 繼任： 萨姆·韦布（Sam Webb） |

霍尔在美国共产党中，以及在1972、1976、1980、1984年美国总统选举情况请参见英文版Gus Hall底部 （页面存档备份，存于）